# Melanchroia carbonaria
Melanchroia carbonaria là một loài bướm đêm trong họ Geometridae.